# 迪尔费尔德
迪尔费尔德是德国莱茵兰-普法尔茨州的一个市镇。总面积1.54平方公里，总人口7人，其中男性4人，女性3人（2011年12月31日），人口密度5人/平方公里。